# Peter I-eiland
Peter I-eiland (Noors: Peter I Øy) is een onbewoond vulkanisch eiland in de Bellingshausenzee. Het bevindt zich op ongeveer 450 km van Antarctica. Het eiland werd vernoemd naar Peter I, de tsaar van Rusland, maar werd opgeëist door Noorwegen.

## Geschiedenis
Peter I-eiland werd op 21 oktober 1821 voor het eerst waargenomen. Fabian Gottlieb von Bellingshausen voerde destijds de schepen Vostok en Mirnyi. Hij vernoemde het eiland naar tsaar Peter de Grote van Rusland. Von Bellingshausen kon echter geen voet aan wal zetten; door het drijfijs lukte het hem niet om dichter dan 25 km van het eiland te komen.
In januari 1910 bevestigde de Franse expeditie onder leiding van Jean-Baptiste Charcot en zijn schip Pourqoui-Pas de ontdekking van Von Bellingshausen, maar ook zij konden het eiland niet bereiken. Op 5 km van het eiland werden zij tegengehouden door ijs. In 1926 en 1927 overkwam de Noorse reiziger Eyvind Tofte hetzelfde.
Lars Christensen, een Noorse eigenaar van een walvisschip, financierde verschillende expedities naar Antarctica. Dit deed hij deels voor onderzoek en deels om land op te eisen voor Noorwegen. Tijdens de tweede gefinancierde Norvegia-expeditie, die geleid werd door Nils Larsen en Ola Olstad, lukte het om het eiland te bereiken. Op 2 februari 1929 zetten zij voet aan wal en werd het eiland opgeëist.
In februari 1948 werd er drie dagen lang biologisch, geologisch en hydrografisch onderzoek verricht. Echter, door het ijs werd de expeditie gedwongen te vertrekken. Op 23 juni 1961 werd Peter I-eiland onderworpen aan het Antarctisch Verdrag, na de ondertekening door Noorwegen in 1959. Sindsdien zijn er verschillende landen geweest die het eiland voor wetenschappelijk onderzoek bezochten, evenals een beperkt aantal toeristen.
In 1987 stuurde het Noors Poolinstituut vijf wetenschappers om elf dagen op het eiland door te brengen. De belangrijkste doelen waren luchtfotografie en topografische metingen om vervolgens een nauwkeurige kaart van het eiland te kunnen maken. Het team bouwde tevens een weerstation.

## Geografie

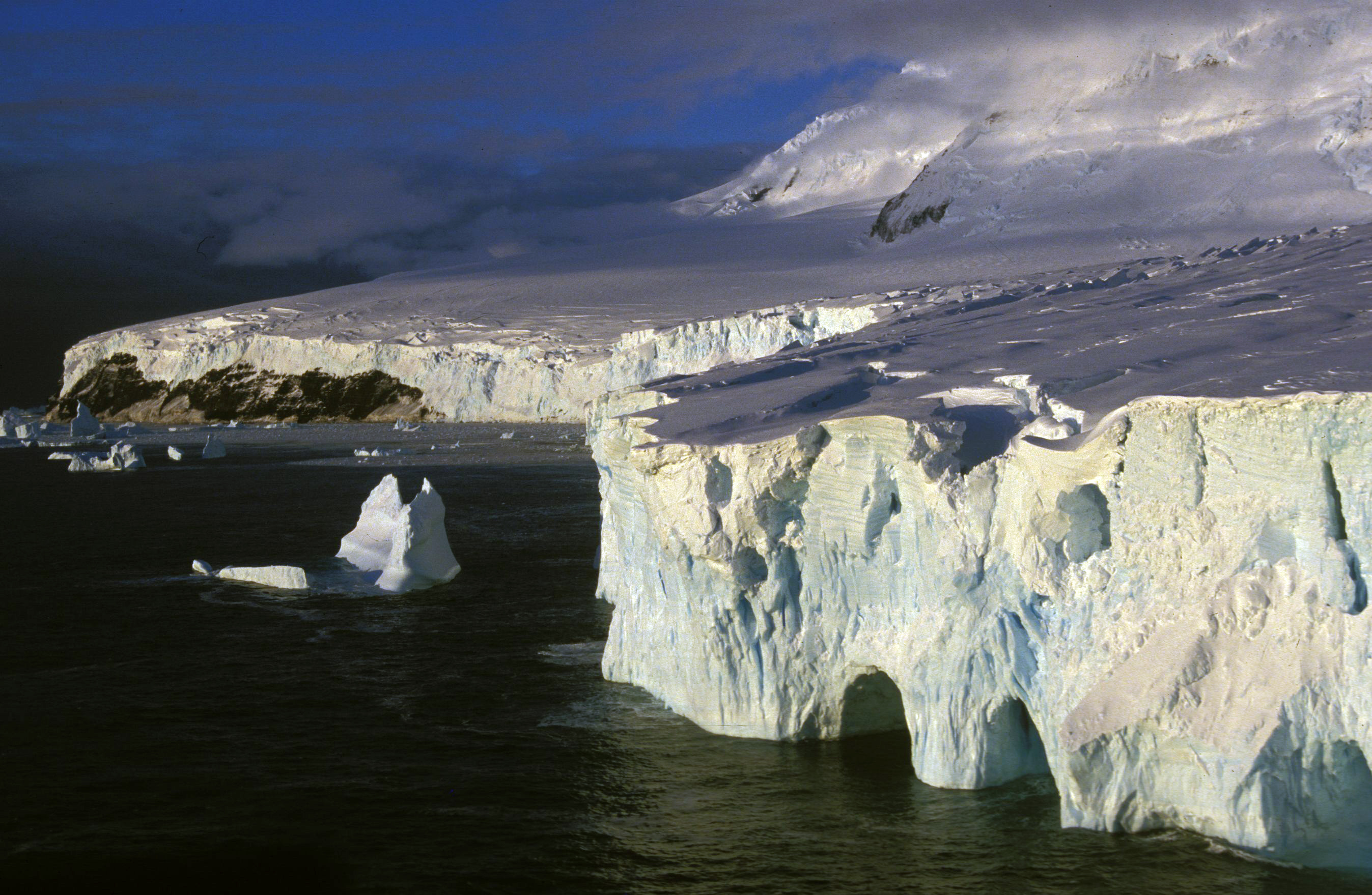
Kustlijn van Peter I-eiland

Peter I-eiland is een vulkanisch eiland dat voor de kust van Ellsworth Land ligt. Het heeft een oppervlakte van circa 154 km² en is bijna geheel bedekt met gletsjer. Met 1.640 meter is de Lars Christensen Peak het hoogste punt.
Het eiland wordt omringd door een 40 meter hoge ijsgevel en verticale kliffen. Aanlanding is alleen mogelijk op drie punten en ook dan alleen wanneer het eiland niet door ijs is omgeven. Landingen vinden plaats aan de westkant bij Kapp Ingrid Christensen, een schiereiland dat de baaien Norvegiabukta en Sandefjordbukta verdeelt. Op de kaap liggen enkele smalle stroken strand, waardoor aanlanding mogelijk is. Het strand is slechts 4 meter breed. De oostkant is de steilste kant en heeft twee rotskolommen met platte toppen.
Onbekend is of de vulkaan nog actief is. Het bovenste deel is hoogstwaarschijnlijk niet veranderd door ijstijd, wat wijst op een uitbarsting enkele eeuwen geleden.
Het eiland wordt gerekend tot de Sub-Antarctische Eilanden.

## Flora en fauna
De vegetatie van het eiland bestaat uitsluitend uit mossen en korstmossen, die zich hebben aangepast aan het extreme Antarctische klimaat. Het eiland is een broedplaats voor een aantal zeevogels, waaronder de zuidpoolstern, grijze stormvogel en Wilsons stormvogeltje. Pinguïns, zoals de adeliepinguïn en de stormbandpinguïn, bezoeken het eiland niet vaak. Zeeroofdieren, zoals de krabbeneter, zeeluipaard en in mindere getale de zuidelijke zeeolifant, zijn er wel te vinden.

## Politiek
De annexatie van het eiland wordt geregeld door een wet van 24 maart 1933. Hierin is vastgelegd dat het Noorse strafrecht, privaatrecht en procesrecht van toepassing zijn op het eiland, naast andere wetten die expliciet gelden voor Peter I-eiland. Het stelt verder vast dat het gehele eiland eigendom is van de Noorse staat en verbiedt nucleaire opslag en ontploffing. Sinds 5 mei 1995 verplicht de Noorse wet om de internationale milieuwetgeving voor Antarctica te volgen.
Bouveteiland · Koningin Maudland · Jan Mayen · Peter I-eiland · Spitsbergen
Antártica · Argentijns Antarctica · Australisch Antarctisch Territorium · Brits Antarctisch Territorium · Koningin Maudland · Adélieland · Peter I-eiland · Ross Dependency